# 존 코자인

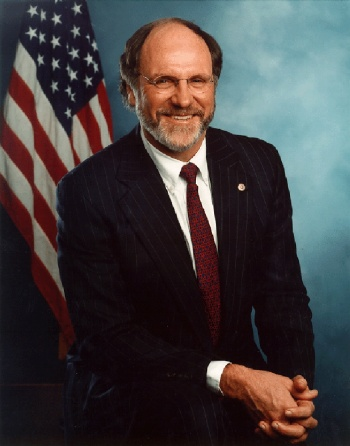

존 코자인(영어: Jon Corzine, 본명: Jon Stevens Corzine, /ˈkɔːrzaən/ KOR-zyne, 1947년 1월 1일~)은 미국의 금융 임원이자 은퇴한 정치인으로, 2001년부터 2006년까지 뉴저지주 상원의원, 2006년부터 2010년까지 제54대 뉴저지주 지사를 역임했다. 코자인은 두 번째 주지사로 출마했지만 공화당의 크리스 크리스티에게 패했다. 민주당 의원인 그는 이전에 골드만삭스에서 근무했다. 정계를 떠난 후 2010년부터 2011년 파산할 때까지 MF 글로벌의 CEO를 역임했다.

## 역대 선거 결과
| 선거명      | 직책명                  | 대수  | 정당   | 득표율 | 득표수      | 결과 | 당락                   |
| ----------- | ----------------------- | ----- | ------ | ------ | ----------- | ---- | ---------------------- |
| 2000년 선거 | 상원의원 (뉴저지 제1부) | 107대 | 민주당 | 50.11% | 1,511,237표 | 1위  | 뉴저지주 상원의원 당선 |
| 2005년 선거 | 뉴저지 주지사           | 55대  | 민주당 | 53.25% | 1,224,551표 | 1위  | 뉴저지 주지사 당선     |
| 2009년 선거 | 뉴저지 주지사           | 56대  | 민주당 | 44.88% | 1,087,731표 | 2위  | 낙선                   |